# NGC 4340
NGC 4340 (również PGC 40245 lub UGC 7467) – galaktyka soczewkowata (SB(r)0+), znajdująca się w gwiazdozbiorze Warkocza Bereniki. Odkrył ją William Herschel 21 marca 1784 roku. Należy do gromady w Pannie.
W galaktyce zaobserwowano supernową SN 1977A.